# Shuriken Sentai Ninninger
Pour les articles homonymes, voir Shuriken (homonymie).
Toqgers Zyuohgers
Shuriken Sentai Ninninger (手裏剣戦隊ニンニンジャー, Shuriken Sentai Ninninjā, littéralement Ninninger, l'escadron des shurikens) est une série télévisée japonaise du genre sentai, en épisodes de 24-25 minutes, créée en 2015.

## Synopsis
Il y a 444 ans, l'infâme Gengetsu Kibaoni fut vaincu par le clan Igasaki ; mais Gengetsu n'était pas décidé à en rester là. 444 ans plus tard, en 2015, le Corps armé Kibaoni refait surface. Mais un nouveau combat l'attend.

## Distribution
Les héros
- Shunsuke Nishikawa : Takaharu Igasaki / Aka Ninger
- Gaku Matsumoto : Yakumo Katô / Ao Ninger
- Kaito Nakamura : Nagi Matsuo / Ki Ninger
- Yuuka Yano : Fûka Igasaki / Shiro Ninger
- Kasumi Yamaya : Kasumi Momochi / Momo Ninger
- Hideya Tawada : Kinji Takigawa / Star Ninger (à partir de l'épisode 8)

Soutien
- Toshihiro Yashiba : Tsumuji Igasaki
- Takashi Sasano : Yoshitaka Igasaki / Last Ninja

Le Corps armé Kibaoni
- ? (voix : Makoto Terada) : Gengetsu Kibaoni
- Jiro Okamoto (voix : Kenji Matsuda) : Raizô Gabi  (épisodes 2-12, 44-46)
- Yuichi Hachisuka (voix : Megumi Han) : Kyuemon Izayoi
- Riichi Seike (voix : Ryūsei Nakao) : Masakage Tsugomori (épisodes 12-44)
- Satoshi Fujita (voix : Kotono Mitsuishi) : Ariake no Kata (épisodes 21-46)

Guest stars
- Teruaki Ogawa : Sasuke / Ninja Red (épisode 7)
- Shun Shioya : Yōsuke Shīna / Hurricane Red (épisode 7)
- Yoshi Sudarso : Touriste (épisode 34)
- Takumi Tsutsui : Toha Yamaji / Jiraiya (épisode 34)
- Hiroya Matsumoto : Tsubasa Ozu / Magi Yellow (épisode 38)
- Kōji Mimura (voix : Taiki Matsuno) : Asuka Kagura / Shurikenger (épisode 43)

## Personnages

### Ninningers
- Takaharu Igasaki (伊賀崎 天晴, Igasaki Takaharu?) / Aka Ninger (アカニンジャー, Aka Ninjā?) : Après s'être transformé, il dit : « Le rayonnement sauvage ! Aka Ninger ! » (暴れてアッパレ！アカニンジャー！, « Abarete Appare! Aka Ninjā! »?). Il est connu en tant que « Le ninja vif » (あつい忍者, Atsui Ninja?)
- Yakumo « Cloud » Katô (加藤「クラウド」八雲, Katō « Kuraudo » Yakumo?) / Ao Ninger (アオニンジャー, Ao Ninjā?) :  Après s'être transformé, il dit : « Le nuage détonnant ! Ao Ninger ! » (轟け八雲！アオニンジャー！, Todoroke Yakumo! Ao Ninjā!?). Il est connu en tant que « Le ninja calme » (おちついた忍者, Ochitsuita Ninja?)
- Nagi Matsuo (松尾 凪, Matsuo Nagi?) / Ki Ninger (キニンジャー, Ki Ninjā?) :  Après s'être transformé, il dit : « Le calme éblouissant ! Ki Ninger ! » (きらめきの凪！キニンジャー！, Kirameki no Nagi! Kininjā!?). Il est connu en tant que « Le ninja agile » (身がるな忍者, Migaruna Ninja?)
- Fûka Igasaki (伊賀崎 風花, Igasaki Fūka?) / Shiro Ninger (シロニンジャー, Shiro Ninjā?) :  Après s'être transformé, elle dit : « La fleur emportée par le vent ! Shiro Ninger ! » (ひとひら風花！シロニンジャー！, Hitohira Kazahana! Shiro Ninjā!?) Elle est connue en tant que « Le ninja éveillé » (元気な忍者, Genkina Ninja?). C'est la sœur de Takaharu.
- Kasumi Momochi (百地 霞, Momochi Kasumi?) / Momo Ninger (モモニンジャー, Momo Ninjā?) :  Après s'être transformé, elle dit : « La brume séduisante ! Momo Ninger ! » (揺らめく霞！モモニンジャー！, Yurameku Kasumi! Momo Ninjā!?). Elle est connue en tant que « Le ninja habile » (頭脳の忍者, Zunō no Ninja?)
- Kinji Takigawa (滝川 欣士, Takigawa Kinji?) / Star Ninger (スターニンジャー, Sutā Ninjā?) (épisodes 8-) :  Après s'être transformé, il dit : « L'étoile rayonnante ! Star Ninger ! » (彩の星！スターニンジャー！, Irodori no hoshi! Sutā Ninjā!?). Il est connu en tant que « Le ninja » (の忍者, no Ninja?)
- Luna Kokonoe (九重 ルナ, Kokonoe Runa?) / Mido Ninger (ミドニンジャー, Mido Ninjā?) (Le Retour de Shuriken Sentai Ninninger: Ninnin Girls vs. Boys FINAL WARS) :

L'appel nominal se conclut par « Les shinobis qui ne se cachent pas ! » (忍びなれども忍ばない！, Shinobi nare domo shinoba nai!) suivi de « Shuriken Sentai Ninningers ! » (手裏剣戦隊ニンニンジャー！, Shuriken Sentai Ninninjā!). Il faut noter que Aka Ninjer, Ao Ninjer et Ki Ninjer sont des hommes, et Shiro Ninjer et Momo Ninjer, des femmes. Si une clé de Shiro Ninjer existait, elle appartiendrait à Gokai Green.

### Alliés
- Tsumuji Igasaki (伊賀崎 旋風, Igasaki Tsumuji?) : C'est le père de Takaharu et Fûka.
- Yoshitaka Igasaki (伊賀崎 好天, Igasaki Yoshitaka?) / Last Ninja (ラストニンジャ, Rasuto Ninja?) : C'est le grand-père des Ninningers.

### Corps armé Kibaoni
Le Corps armé Kibaoni (牙鬼軍団, Kibaoni Gundan) rêve de conquérir le monde.
- Gengetsu Kibaoni (牙鬼 幻月, Kibaoni Gengetsu?) : Le chef du Corps.
- Raizo Gabi (蛾眉 雷蔵, Gabi Raizō?) (épisodes 2-12, 44-46) : C'est le deuxième général libéré par Kyuemon. Il a également créé un avatar des Hitokarages.
- Kyuemon Izayoi (十六夜 九衛門, Izayoi Kyuemon?) : Il fait grandir les monstres vaincus grâce à la formule « Technique Yokai : Technique de grossissement rapide ! » (妖術・肥大蕃息の術！, Yōjutsu: Hidaihansoku no Jutsu!?). Son passé est révélé dans l'épisode 12. Il est le premier fils de Gengetsu Kibaoni et d'une concubine sous le nom de Kibaoni Kyuemon Shingentsu
- Masakage Tsugomori (晦 正影, Tsugomori Masakage?) (épisodes 12-44) : C'est le troisième général libéré par Kyuemon.
- Ariake no Kata (有明の方, Ariake no Kata?) (épisodes 21-46) : C'est le quatrième général libéré par Kyuemon. Elle est également l'épouse de Gengetsu Kibaoni.
- Mangetsu Kibaoni (牙鬼 萬月, Kibaoni Mangetsu?) (épisodes 39-) : C'est le fils de Gengetsu Kibaoni d'Ariake no Kata.
  - Les Hitokarages (ヒトカラゲ, Hitokarage?) sont les fantassins du Corps. Leur design est basé sur les ashigarus.
  - Les Yokais (妖怪, Yōkai?) sont les monstres envoyés sur Terre par le Corps.

## Arsenal
- Épée ninja de transformation cachée Ichibentô (変態隠し剣忍者壱弁当, Hentai kakushi ken Ninja Ichibentō?) : transformateur des Niningers. Ils revêtent leurs armures par la commande « Shuriken Change! » (シュリケン変化！, Shuriken Henge!?).
- Pistolet Gama Gama (ガマガマ銃, Gama Gama-jū?) : pistolet individuel des Ninningers.
- Ninja Star Burger (忍者スターバーガー, Ninja Sutā Bāgā?) : transformateur de Star Ninger. Il revêt son armure par la commande « ! ».
- Guitare Ningeki Star Sword-Gun (ギター忍撃スターソードガン, Gitā Ningeki Sutā Sōdo Gan?) : Arme de Star Ninger.
- Ninja Gekiastuto (忍者激熱刀, Ninja Gekiatsu-gatana?) : Arme de Star Ninger.
- M (三段忍撃カラクリヘンゲン, Midan Ningeki Karakuri Hengen?) :

## Mechas
- Shurikenzin (シュリケンジン, Shurikenjin?) : formé à partir des cinq véhicules suivants :
  - Shinobimaru (シノビマル, Shinobimaru?) : Piloté par Aka Ninger.
  - Dragomaru (ドラゴマル, Doragomaru?) : Piloté par Ao Ninger.
  - Dumpmaru (ダンプマル, Danpumaru?) : Piloté par Ki Ninger.
  - Wanmaru (ワンマル, Wanmaru?) : Piloté par Shiro Ninger.
  - Byunmaru (ビュンマル, Byunmaru?) : Piloté par Momo Ninger.

L'assemblage a lieu à partir de la commande « Fusion shuriken ! » (手裏剣合体！, Shuriken gattai!). Il est armé de la Drago-épée (ドラゴソード, Dorago Sōdo) et du Drago-bouclier (ドラゴシールド, Dorago Shīrudo). Au moment de porter le coup de grâce, les Ninningers disent : « Taillade splendide ! » (アッパレ斬り！, Appare Giri!)
L'assemblage a lieu à partir de la commande « Fusion shuriken ! » (手裏剣合体！, Shuriken gattai!)
- Bison King (バイソンキング, Baison Kingu?) (épisode 8) : formé à partir des deux véhicules suivants :
  - Rodeomaru (ロデオマル, Rodeomaru?)
  - King Bison Buggy (キングバイソンバギー, Kingu Baison Bagī?)
- Paonmaru (パオンマル, Paonmaru?) (épisode 4) :
- UFOmaru (UFOマル, Yūfōmaru?) (épisode 5) :
- Surfermaru (サーファーマル, Sāfāmaru?) (épisode 17) :
- Dinomaru (ダイノマル, Dainomaru?) (Shuriken Sentai Ninninger, le film : Le splendide rouleau ninja du seigneur dinosaure !) :
- Lion Ha-Oh (ライオンハオー, Raion Haō?) (épisode 18-31, 36, 38, 40-42, 44) :
- King Shurikenzin (キングシュリケンジン, Kingu Shurikenjin?) : Formé à partir de Shurikenzin et de Bison King.
- Gekiatsu Dai-Oh (ゲキアツダイオー, Gekiatsu Shuriken Gattai Gekiatsu Dai-Ō?) (épisodes 32-39, 41-42, 45, 47) : formé à partir des six véhicules suivants :
  - Hôômaru (ホウオウマル, Hōōmaru?) : Piloté par Aka Ninger.
  - Seiryûmaru (セイリュウマル, Seiryūmaru?) : Piloté par Ao Ninger.
  - Genbumaru (ゲンブマル, Genbumaru?) : Piloté par Ki Ninger.
  - Byakkomaru (ビャッコマル, Byakkomaru?) : Piloté par Shiro Ninger.
  - Pandamaru (パンダマル, Pandamaru?) : Piloté par Momo Ninger.
  - Magoimaru (マゴイマル, Magoimaru?) : Piloté par Star Ninger.
- Ha-Oh Shurikenzin (覇王シュリケンジン, Haō Shurikenjin?) : Formé à partir de Shurikenzin et de Lion Ha-Oh.
- Ha-Oh Gekiatsu Dai-Oh (覇王ゲキアツダイオー, Haō Gekiatsu Daiō?) : Formé à partir de Gekiatsu Dai-Oh, Bison King et Lion Ha-Oh

## Épisodes
- Lors des premiers épisodes, le générique d'ouverture commence toujours par la phrase : « Afin de mériter le titre de « Last Ninja », cinq jeunes gens ont pris la décision de suivre les traces de leur grand-père. Leur ennemi est un terrifiant seigneur de guerre du nom de « Gengetsu Kibaoni » ! Ensemble, ces jeunes gens vont devenir des shinobis des temps modernes qui ne se cachent pas ! ». Après l'arrivée de Star Ninger, cette accroche subit quelques changements.
- La thématique de cette série étant les ninjas, tous les épisodes sont désignés en tant que shinobi (忍び?).

1. Nous sommes des ninjas ! (俺たちはニンジャだ！, Ore-tachi wa Ninja da!?)
2. Devenir Last Ninja ! (ラストニンジャになる！, Rasuto Ninja ni naru!?)
3. Un ennemi redoutable, Gabi apparaît ! (強敵、蛾眉あらわる！, Kyōteki, Gabi ara waru!?)
4. Ça ne trompe pas ! Paonmaru ! (でたゾウ！パオンマル！, Detazō! Paonmaru?)
5. Le ninja de l'espace ! UFOmaru ! (宇宙忍者ＵＦＯマル！, Uchū Ninja Yūfōmaru!?)
6. Enlevée par un tengu (テングの神隠し, Tengu no Kamikakusi?)
7. Le festival ninja du printemps ! (春のニンジャ祭り！, Haru no Ninja Matsuri!?)
8. Le nekomata qui voyage dans le temps (時をかけるネコマタ, Toki o Kakeru Nekomata?)
9. Ninjutsu contre magie, la grande bataille ! (忍術ＶＳ魔法、大バトル！, Ninjutsu Bāsasu Mahō, Dai Batoru!?)
10. Yeehaw ! Un Star Ninger en or (ヒーハー！金色のスターニンジャー, Hīhā! Kin'iro no Sutāninjā?)
11. Shinobimaru, reviens ! (シノビマル、カムバーック！, Shinobimaru, kamubākku!?)
12. La plus forte bataille ! Fusion miraculeuse (最強決戦！奇跡の合体, Saikyō Kessen! Kiseki no Gattai?)
13. On est chauds ! Les olympiades ninjas (燃えよ！ニンジャ運動会, Moeyo! Ninjā Undōkai?)
14. Attention aux arnaques ! (助けてサギにご用心！, Tasukete Sagi ni Goyōshin?)
15. Yokai, je ne rate jamais ! (妖怪、ワタシ失敗しないので！, Yōkai, Watashi Shippai Shinai node?)
16. Le père Tsumuji est un Super Ninja !? (父ツムジはスーパー忍者！？, Chichi Tsumuji wa Sūpā Ninja!??)
17. Au revoir, Star Ninger ! (グッバイ、スターニンジャー！, Gubbai, Sutā Ninjā!?)
18. Le Yokai que Yakumo aime (八雲が愛した妖怪, Yakumo ga Aishita Yōkai?)
19. Cherchez-le ! L'OtomoNin céleste (探せ！天空のオトモ忍, Sagase! Tenkū no Otomonin?)
20. La transcendance ! Lion Ha-Oh (ザ・超絶！ライオンハオー, Za Chōzetsu! Raion Ha-Ō?)
21. On est chauds ! Le baseball ninja des rêves (燃えよ！夢の忍者野球, Moeyo! Yume no Ninja Yakyū?)
22. Super-fusion ! Ha-Oh Shurikenzin (超合体！覇王シュリケンジン, Chō Gattai! Ha-Ō Shurikenjin?)
23. C'est l'été ! L'épreuve de courage ninja (夏だ！忍者キモだめし, Natsu da! Ninja Kimodameshi?)
24. C'est l'été ! L'arrivée rafraîchissante du Yokai occidental ! (夏だ！西洋妖怪ぞくぞく来日！, Natsu da! Seiyō Yōkai Zokuzoku Rainichi!?)
25. C'est l'été ! Attention à Dracula (夏だ！ドラキュラにご用心, Natsu da! Dorakyūra ni Goyōshin?)
26. C'est l'été ! L'annonce de la course intermédiaire de Last Ninja ! (夏だ！ラストニンジャレース中間発表！, Natsu da! Rasuto Ninja Rēsu Chūkan Happyō!?)
27. C'est l'été ! La naissance de l'étoile transcendante ! (夏だ！超絶スター誕生！, Natsu da! Chōzetsu Sutā Tanjō!?)
28. Courez-y ! Le groupe ninja Kibaoni (激走！牙鬼ニンジャ軍団, Gekisō! Kibaoni Ninja Gundan?)
29. L'édition ninja Sugoroku définitive (忍者すごろく決定版！, Ninja Sugoroku Ketteihan!?)
30. L'école ninja ciblée ! (ねらわれた忍者塾！, Nerawareta Ninja Juku!?)
31. Le ninja fugueur ! (ニンジャ逃走中！, Ninja Tōsōchū!?)
32. Le ninja extrêmement chaud ! Acha ! (ゲキアツ忍者！アチャー！, Gekiatsu Ninja! Achā!?)
33. La kunoichi que Yakumo aimait (八雲を愛したくノ一, Yakumo o Aishita Kunoichi?)
34. Entre Jiraiya, le monde des ninjas légendaires (伝説の世界忍者、ジライヤ参上！, Densetsu no Sekai Ninja, Jiraiya Sanjō!?)
35. Kinji entre dans labyrinthe Yokai ! (キンジ、妖怪への迷路！, Kinji, Yōkai e no Meiro!?)
36. Kinji, la glorieuse superstar (キンジ、栄光のスーパースター！, Kinji, Eikō no Sūpāsutā!?)
37. Légende Shuriken ~Le chemin Last Ninja~ (手裏剣伝説～ラストニンジャへの道～ Shuriken Densetsu ~Rasuto Ninja e no Michi~?)
38. La sorcière aime Yakumo ? (魔女っ子は八雲がお好き？, Majokko wa Yakumo ga Osuki??)
39. Mangetsu, le fils de Kibaoni apparait ! (牙鬼の息子、萬月あらわる！, Kibaoni no Musuko, Mangetsu Arawaru!?)
40. Méfiez-vous du père Noël ! (あぶないサンタクロース！, Abunai Santa Kurōsu!?)
41. Les cinq jeux de la fête Kibaoni ! (牙鬼パーティー、五番勝負！, Kibaoni Pāti, Go Ban Shōbu!?)
42. La guerre des OtomoNin ! Nekomata contre-attaque (オトモ忍ウォーズ！ネコマタの逆襲, Otomo Nin Wōzu! Nekomata no Gyakushū?)
43. Le ninja légendaire ! Les tactiques de Yokai Karuta (伝説のニンジャ！妖怪かるた大作戦, Densetsu no Ninja! Yōkai Karuta Daisakusen?)
44. La bataille finale ! Les épreuves de Last Ninja (最終決戦！ラストニンジャの試練, Saigo no Kessen! Rasuto Ninja no Shiren?)
45. Trois générations de pères et de fils ! Tous les ninjas rassemblés (親子三世代！ニンジャ全員集合, Oyako Sansedai! Ninja Zen'in Shūgō?)
46. Le Shuriken de la Fin apparait ! (終わりの手裏剣、目覚める！, Owari no Shuriken, Mezameru!?)
47. Le futur ne se cache pas, Wasshoi! (忍ばず未来へワッショイ！, Shinobazu Mirai e Wasshoi!?)

## Autour de la série
- La diffusion de Ninninger devait originellement débuter le 15 février 2015 ; toutefois, à la suite de l'annonce de l'exécution du journaliste Kenji Gotō par l'organisation Daesh, la programmation fut reportée d'une semaine.
- Ninningers est la troisième série Super sentai basée sur les ninjas, la première étant Kaku Rangers, et la deuxième, Hurricanegers. À l'occasion du quarantième anniversaire de la franchise Super sentai, Yosuke (Hurricane Red) et Sasuke (Ninja Red) font une apparition, aussi bien sous forme civile que costumée. Aka Ranger apparaît également sous forme costumée pour parler brièvement de l'héritage des Super sentai.
- Le code couleur de Ninninger (rouge, bleu, jaune, blanc, rose) rappelle celui de Changeman, à l'exception près qu'il y a un équipier jaune à la place d'un équipier noir. On peut aussi remarquer que les guerriers jaune et bleu sont des hommes, ce qui n'est pas arrivé depuis Gao Rangers.
- « Paon » vient de パオー (« Paō »), onomatopée japonaise imitant le barrissement.
- Les motifs présents sur les casques des Ninningers correspondent à différentes choses :
  - Aka Ninger - Shinobi / ciel nuageux / phénix
  - Ao Ninger -  Dragon / nuages / dragon azur
  - Ki Ninger - Camion benne / bercement / tortue
  - Shiro Ninger - Chien / hiver / tigre blanc
  - Momo Ninger - Train / brume / panda
  - Star Ninger - Cow-boy / étoile / carpe noire
- Avec un chiffre de vente moyen de 5,4 Billions de Yens pour les 3 premiers trimestres et une estimation de 9 Billons pour toutes l'année sur la ventes des produits dérivés (en prenant compte des premières vagues de jouets de Dobutsu Sentai Zyuohger pour le dernier trimestre), Ninninger est la série Super Sentai dont les produits dérivés ont fait le plus gros flop commercial depuis Mirai Sentai Timeranger.